# Монастирська 2-а
Монасти́рська 2-а (рос. Монастырская 2-я, ерз. Монастырская 2-я) — присілок у складі Лямбірського району Мордовії, Росія. Входить до складу Протасовського сільського поселення.

## Населення
Населення — 23 особи (2010; 54 у 2002).
Національний склад (станом на 2002 рік):
- росіяни — 96 %